# ホワイト川 (コロラド州・ユタ州)

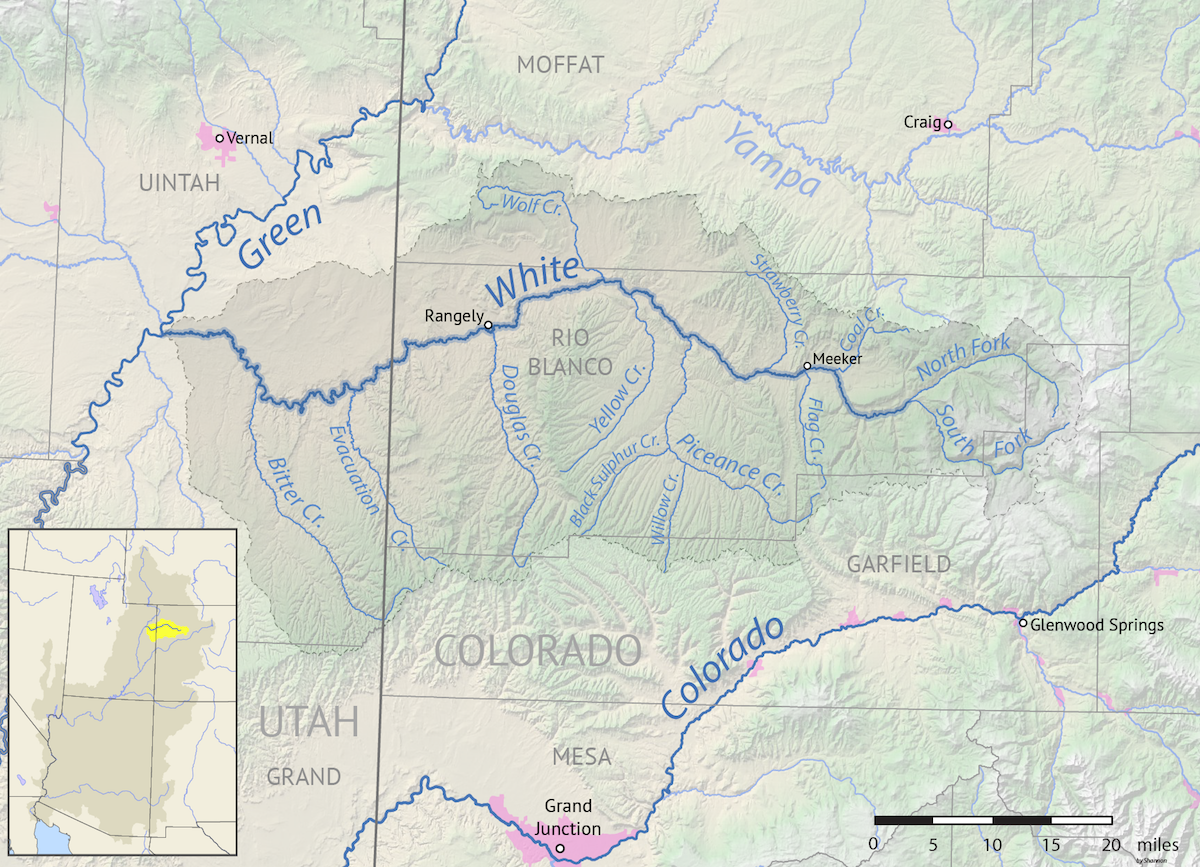
ホワイト川流域

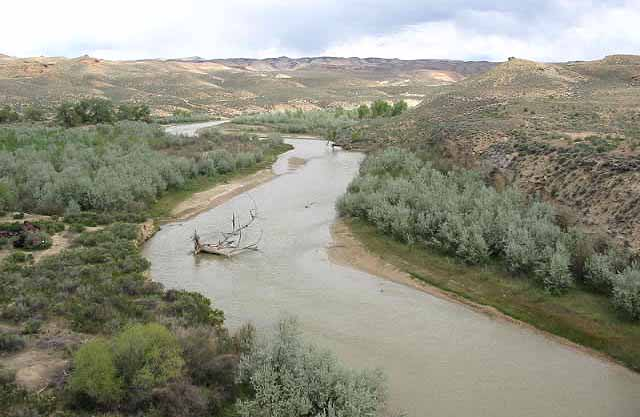
ユインタ郡を流れるホワイト川

ホワイト川 (ホワイトがわ、White River) はアメリカ合衆国のコロラド州とユタ州を流れる川。グリーン川の支流。長さは約195マイル（314km）。
ホワイト川はコロラド州ガーフィールド郡北東部で二つの流れではじまる。ノースフォークはウォール湖を水源とし、北西、次いで南西へと流れる。サウスフォークの源流はノースフォークの南10マイルにあり、南西、次いで北西へと流れる。それらはリオブランコ郡東部ビュフォード付近で合流しホワイト川となる。ホワイト川はに西、次いで北西へと流れミーカーを通り、北のダンフォース丘陵 (Danforth Hills) と南のローン高原 (Roan Plateau) の間を流れる。ミーカーより下流でPiceanceクリーク、イエロー・クリークが合流。リオブランコ郡西部で南西に曲がり、レンジリーを流れる。そこでダグラス・クリークが合流する。ユタ州ユインタ郡オーレイの南2マイル（3.2km）でグリーン川に合流する。